# 松田まどか
松田 まどか（まつだ まどか、1987年7月16日 - ）は、日本の元女優。本名および別名、古山 まどか（こやま まどか）。岐阜県高山市出身、明治学院大学法学部卒業。2014年4月より企業の社会的責任（CSR）について伝えるCSRレポーターとして活動する。
身長168cm。スリーサイズはB82・W59・H85。足のサイズは24.5cm。血液型はO型。

## 略歴・人物
- 小学6年の時に映画『NAGISA』のオーディションに応募。参加者500人の中から主役に抜擢され、「第25回報知映画賞 新人賞」、「2000年度キネマ旬報ベスト・テン 新人女優賞」を受賞。その他の多くの賞でも候補に挙げられる。
- 中学時代から吹奏楽部にてバリトンサックスの練習に励む。
- 映画『スウィングガールズ』、『@ベイビーメール』、『夜のピクニック』、テレビドラマ『花ざかりの君たちへ〜イケメン♂パラダイス〜』などに出演。
- 趣味は、スポーツ（ゴルフ、フットサル、水泳、ダンス、スキーなど）、映画鑑賞。
- 好きな食べ物は、チーズ・パスタ、ラーメン、蕎麦などの麺類。
- 漢字検定準1級。
- 珠算準1級。
- eco検定（環境社会検定試験）の資格をもち、同じくeco検定取得者で同事務所のかとうかな子と、eco、水、地球環境などを中心に伝えて行くユニット「えこエコ」を組んでいる。
- 芸能活動を休止の後、環境団体に勤務している[4]。

## 主な出演

### 映画
- NAGISA（2000年） - 主演・西宮なぎさ 役
- スウィングガールズ（2004年） - 清水弓子 役

ビッグバンドとしてのスウィングガールズにおいてはサックスセクションの最低音域（バリトンサックス）を担当
- ビートキッズ（2005年） - マコマコ 役
- @ベイビーメール（2005年） - 主演・小川飛鳥 役
- 夜のピクニック（2006年） - 梶谷千秋 役
- グミ・チョコレート・パイン（2007年） - モロ子 役
- トップ（2014年）

第6回沖縄国際映画祭にて地域発信型映画枠で上映（北海道中標津町計根別）
- きみとみる風景（2015年） - 主演・田口梓 役

高山市合併10年記念映像作品

### テレビドラマ
- ダンドリ。〜Dance☆Drill〜（2006年、フジテレビ） - 田島聖子 役
- ダンドリ娘 第4話（2006年、フジテレビ） - 田島聖子 役
- 翼の折れた天使たち 第3夜「時」（2007年、フジテレビ）
- 花ざかりの君たちへ〜イケメン♂パラダイス〜（2007年、フジテレビ） - 岸里樹理 役
- ROOKIES（2008年、TBS） - 石嶺美穂 役
- 嬢王 Virgin 第1話（2009年10月2日、テレビ東京）
- 蛇のひと（2010年、WOWOW ドラマW） - 時田綾 役

### バラエティ
- 熱血!平成教育学院（2010年、フジテレビ）

### CM
- ベネッセ 進研ゼミ高校講座 〜オープンキャンパス〜篇
- TDK 記録メディア広告

### 舞台
- 音楽劇 ガラスの仮面（2008年） - 春日泰子 役

## 書籍

### 写真集
- まどか 松田まどか写真集（2001年7月1日、コンパス、ISBN 978-4877630751）